# أولولاي
أولولاي، (بالإنجليزية: Ollolai)، هي بلدية في وسط بارباجيا، في مقاطعة نورو (سردينيا ، إيطاليا). مساحة أراضيها 2734 هكتار.

## السكان
في سنة 1861 بلغ عدد السكان 1٬014 نسمة، وتطور العدد ليصل في سنة 2011 لـ 1٬373 نسمة.
يظهر هذا المخطط البياني تطور النمو السكاني لـ أولولاي

## أعلام
- فرانكو كولومبو